# Bonfol
Bonfol (ancien nom allemand : Pumpfel) est une localité de Basse-Vendline et une ancienne commune suisse du canton du Jura, située dans le district de Porrentruy.

## Géographie

### Situation
Village situé au nord-ouest de la Suisse, dans la plaine de l'Ajoie (Jura tabulaire), à la frontière avec la France (Alsace), à 12 kilomètres du chef-lieu Porrentruy. Le point le plus élevé de la commune est la combe Guerri, à 481 mètres, et le point le plus bas est Le Largin à 418 mètres.
Le territoire de Bonfol s'étend sur 13,57 km2. Lors du relevé de 2013-2018, les surfaces d'habitations et d'infrastructures représentaient 7,5 % de sa superficie, les surfaces agricoles 47,0 %, les surfaces boisées 43,7 % et les surfaces improductives 2,1 %.

### Hydrographie
Le territoire de Bonfol est traversé par la ligne de séparation des eaux entre les bassins hydrographiques du Rhône (la Vendline traverse le village) et du Rhin (Largue). Il comprend également de nombreux étangs.

### Transports

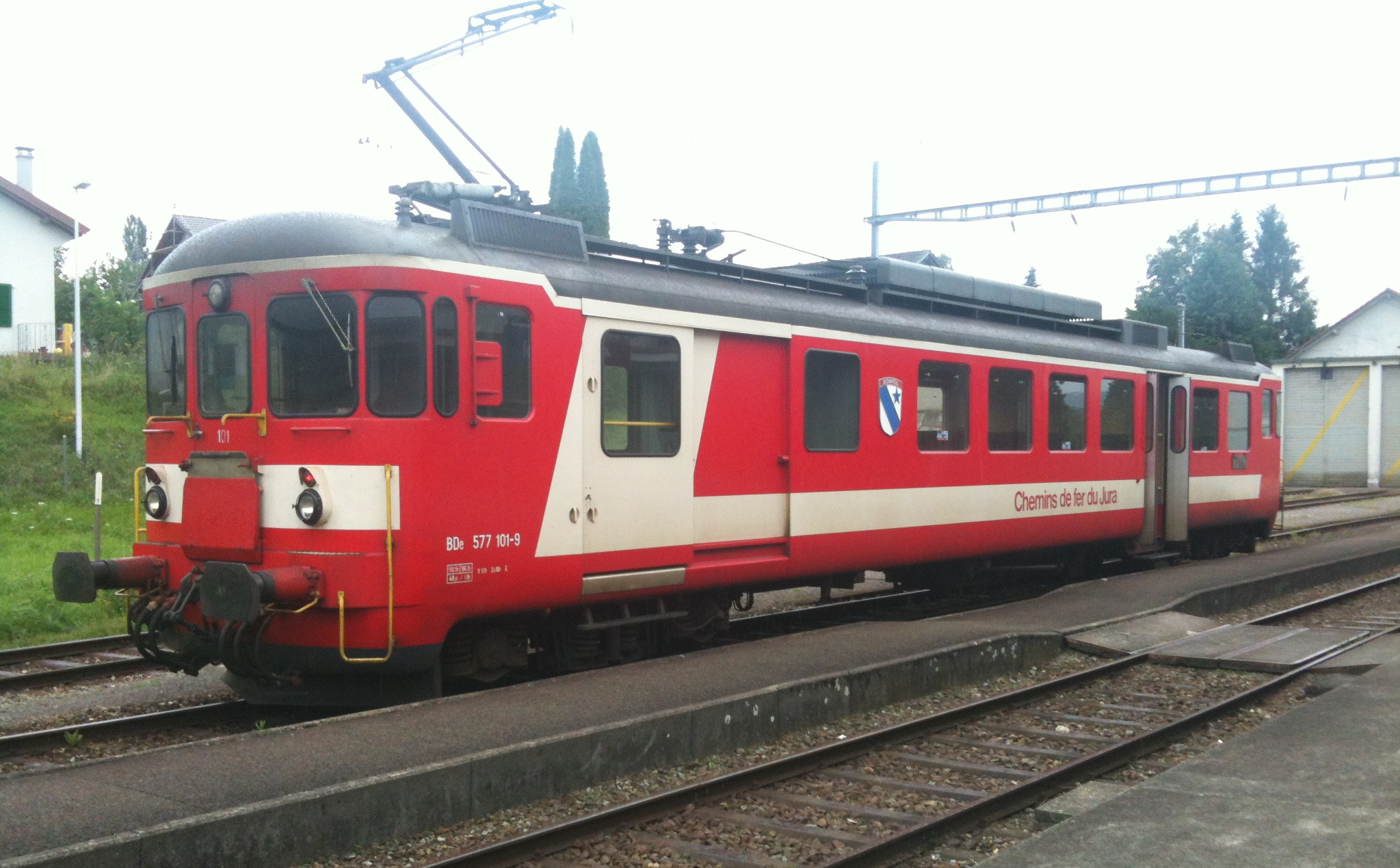
Train des CJ en gare de Bonfol.

- La gare de Bonfol sur la ligne de Porrentruy à Bonfol, des Chemins de fer du Jura (CJ).
- Autoroute A16 (Bienne-Boncourt)  6 (Courgenay)

## Toponymie
Le nom de Bonfol pourrait avoir deux origines étymologiques : soit latine (bon fô) signifiant bonne forêt, soit celtique (ban fol) signifiant lieu où abonde l'argile. L'ancien nom allemand de la commune est Pumpfel.

## Histoire

### Préhistoire
La première présence humaine sur le territoire de la commune remonte à l'Âge du fer, probablement au début de la période de Hallstatt. Un tumulus a été découvert lors d'un vol en avion en 1989, à l'ouest du village actuel au lieu-dit Moncevi. Formée d'une couronne de pierres de 2 mètres de large et d'un diamètre de 19 mètres, cette sépulture totalement arasée n'a toutefois pas été fouillée à ce jour. Ce tumulus, le seul connu en Ajoie, est l'un des rares signes d'une présence humaine à cette époque dans la région.

### Période médiévale
Un premier village a sans doute existé au VIIe siècle au Cras-Chalet, entre l'actuel village et Beurnevésin. À l'occasion de travaux de correction de la route en 1885, un cimetière mérovingien d'une quarantaine de tombes fut mis au jour. De nombreux bijoux furent exhumés, dont une plaque-boucle de ceinture en fer, damasquinée d'argent et représentant le prophète Daniel entouré de deux lions. Ce joyau d'art burgonde est le plus ancien témoignage de la présence du christianisme dans le Jura.
Par la suite, le développement de la commune n'est pas clairement établi. Le territoire de Bonfol a accueilli plusieurs villages ou hameaux, ayant existé simultanément ou successivement dans le temps : Truncheré situé près des étangs en direction de Courtavon, Vareroille (ou Varoille) en direction de Damphreux et Bonfol-le-Haut (ou Vieux Bonfol) sur les hauteurs en direction de Vendlincourt et qui peut laisser supposer l'existence de Bonfol-le-Bas, près du village actuel.

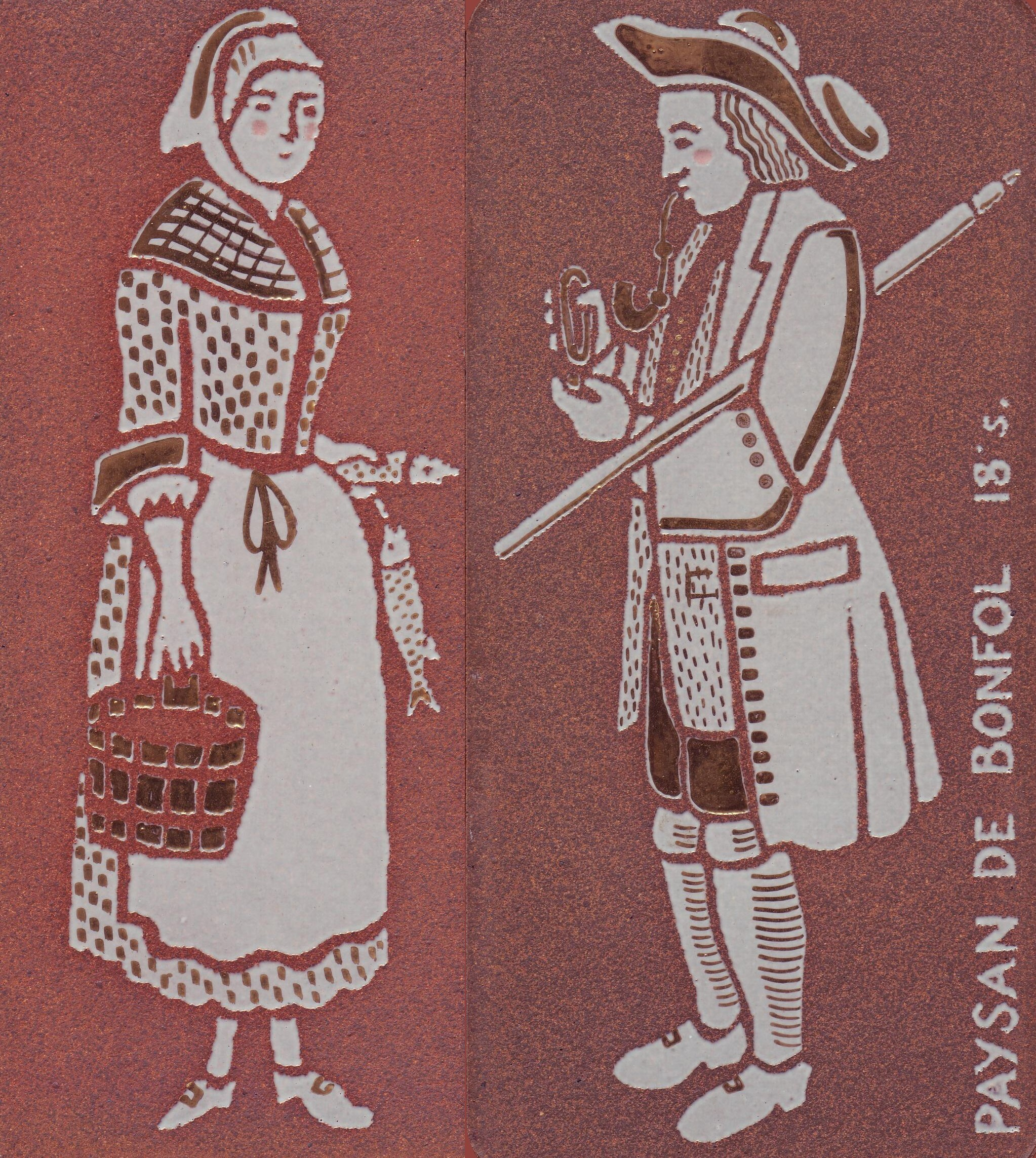
Paysanne et paysan de Bonfol (XVIIIe s.).

La première mention du nom du village a été écrite en 1136. Un certain Verner de Bunfol, chevalier de Bonfol, figure dans la confirmation de Lucelle. Plus tard, les nobles de Bonfol ont été la souche de ceux de Vendlincourt, Chatelvouhay et Coeuve. D'après la tradition, le château de cette famille noble se trouvait aux alentours de l'actuelle école enfantine. En 1188, le comte de Ferrette Louis donne à l'abbaye de Lucelle sa terre de Bonfol dont il était propriétaire depuis 1125. À l'occasion de cette donation, il est fait mention du village de Truncheré, dont on entendra parler pour la dernière fois en 1357. Quant à Vareroille, on en connaît l'existence grâce à son maire dénommé Jean et figurant comme témoin dans un acte d'accord de 1343 entre Chevenez et l'abbaye de Lucelle. Enfin, Bonfol-le-Haut est mentionné en 1291 et dans un acte de 1386.
Le village de Bonfol, qui appartenait à la mairie de Coeuve, eut le même sort que l'Ajoie. Possession des comtes de Montbéliard depuis 1236, il est donné à l'évêque de Bâle en 1283 avant de retourner dans le giron de Montbéliard de 1386 à 1461. Finalement, Bonfol rejoignit à nouveau l'Évêché de Bâle jusqu'à sa disparition en 1793. Les princes évêques apprécièrent le village en raison de ses étangs, qu'ils aménagèrent pour la pisciculture (carpes) et la chasse (canards sauvages, sarcelles et poules d'eau), alimentant ainsi les riches tables de leur château de Porrentruy (première mention des étangs en 1497).
L'emplacement actuel du village était occupé par une forêt de chênes où la tradition place la retraite de l'ermite Saint Fromond vers le VIIe siècle. Toujours selon la tradition, les trois villages de Truncheré, Vareroille et Vieux Bonfol furent entièrement détruits par Étienne de Hagenbach au commencement des guerres de Bourgogne en 1474 lors d'un raid en Alsace et en Ajoie mené pour venger la mort de son frère Pierre, grand bailli et lieutenant de Charles le Téméraire. Les survivants des villages de Bonfol s'établirent alors près de l'endroit où l'ermite était censé avoir vécu et fondèrent un nouveau village. Cette localité peu importante fut alors réunie à la paroisse de Damphreux jusqu'en 1619, date à laquelle elle devint une paroisse indépendante.

### Époque moderne
Bonfol n'échappa pas à l'obscurantisme et à la chasse aux sorcières. Le 1er septembre 1609, une habitante du village, Aiguillatte veuve de Thiebault, fut décapitée et brûlée. Soumise à la question, elle avait reconnu avoir été emmenée au sabbat par « un beau jeune homme ».
La guerre de Trente Ans fut particulièrement éprouvante pour Bonfol. En juin 1634, les Suédois pillèrent et incendièrent le village à deux reprises, tuant 11 villageois, détruisant 26 maisons et emportant beaucoup de bétail.
L'évêché de Bâle connu de nombreux troubles de 1730 à 1740, également à Bonfol. Les habitants ont notamment tenu tête au grand-maître du prince évêque Jean Conrad en 1731, lui interdisant l'accès aux forêts et le raccompagnant sous la menace de bâtons jusqu'aux frontières du village. Les princes évêques n'en apprécièrent pas moins le village, essentiellement en raison de ses étangs. En 1751, ils financèrent d'importants travaux d'aménagement occupant de nombreux ouvriers durant trois années.
Jusqu'en 1782, Bonfol relevait au niveau spirituel du diocèse de Besançon avant de rejoindre l'autorité du prince évêque de Bâle, dont il dépendait déjà sur le plan temporel. En 1783-1784, l'église du village fut reconstruite par l'architecte Pierre-François Paris dans un style classique XVIIIe siècle. Les trois premiers niveaux de la tour datent de vers 1640. Son nouveau clocher, au dôme quadrangulaire à la comtoise et couvert de tuiles vernissées, est caractéristique du nord du Jura où il a été introduit sur l'influence de P.-F. Paris qui avait passé sa jeunesse à Besançon ; il a été refait après un ouragan en 1806. L'église est dédiée à saint Laurent et abrite encore aujourd'hui de très nombreux ex-voto, témoignages et remerciements des pèlerins vénérant saint Fromond, dont les reliques sont déposées dans une petite niche à droite du cœur. Quant aux quatre cloches actuelles, elles ont été fondues en 1903. À l'intérieur, deux statues de style gothique tardif, sur des consoles de style baroque tardif : St-Laurent, vers 1510/30, probablement d'origine bâloise ou alsacienne; St-Fromont, vers 1590 ,.
Durant l'été 1786, le grand étang du prince fut entièrement vidé. L'automne suivant, il en sortit des miasmes qui infectèrent le village et propagèrent une mauvaise fièvre : plus de 60 habitants décédèrent en quelques jours.
Bonfol connu le même destin que le reste de l'Évêché de Bâle et rejoignit l'éphémère République Rauracienne en 1792, puis le département français du Mont-Terrible (1793 à 1800) qui fut par la suite intégré à celui du Haut-Rhin (1800 à 1815). La Terreur frappa aussi certains habitants du village : le garde forestier Antoine Jecker fut conduit sur l'échafaud en février 1794. Le culte de saint Fromond causa également quelques soucis aux habitants. En 1797, trente soldats furent dépêchés au village pour empêcher la célébration annuelle du saint, interdisant l'entrée de l'église et la collecte d'eau à la source.
En 1815, Bonfol devint territoire suisse, à la suite de la décision du Congrès de Vienne de céder l'ancien évêché de Bâle au canton de Berne. Bonfol adopta le statut de commune mixte en 1836.
La qualité de l'argile de Bonfol est connue de longue date. Une première mention date de 1544, alors que la ville de Delémont confia la fabrication d'un fourneau à un dénommé Küna, fils d’Henri, de Bonfol. Des potiers du village furent encore cités en 1640 (Jean Pourchon) et 1684 (Cramatte). Les poteries grossières mais résistantes au feu, en particulier les caquelons, furent réputées dans toute la région. La moitié de la population du village vivait de cette activité en 1800, représentant 53 familles de potiers et 23 fours. L'exploitation de la terre glaise prit même une ampleur industrielle avec la construction de la tuilerie mécanique Jules Fattet entre 1886 et 1889 (détruite par un incendie en 1919). En 1902, un atelier de poterie, la Fabrique de céramique Bregnard et Cie SA, fut fondé et actif jusqu'en 1957. Parallèlement, une autre entreprise baptisée Céramique d'Ajoie SA fut en activité de 1924 à 1991. La CISA SA, une industrie produisant des planelles (carrelage et décoration), utilisa à ses débuts en 1951 la terre du village avant de l'abandonner au profit de terre importée ; elle disparut à la suite de sa faillite en 1999. Aujourd'hui, le village ne compte plus qu'un seul atelier artisanal tenu par une potière.
La chapelle de Saint Fromond située dans la forêt au nord du village a été construite en 1866 sur demande du curé François-Joseph Jeanguenat en raison de la vénération croissante du saint et de l'afflux des pèlerins venant de tout le Jura et de l'Alsace.
L'Ajoie fut longtemps fréquentée par des meutes de loups. En décembre 1867, le maire de Bonfol, M. Jacques Chapuis, fut l'un des derniers habitants de la région à être attaqué par plusieurs loups entre Coeuve et Bonfol. Ce n'est qu'avec peine qu'il rejoignit sain et sauf le village avec sa voiture attelée de deux chevaux.

### Depuis leXXesiècle

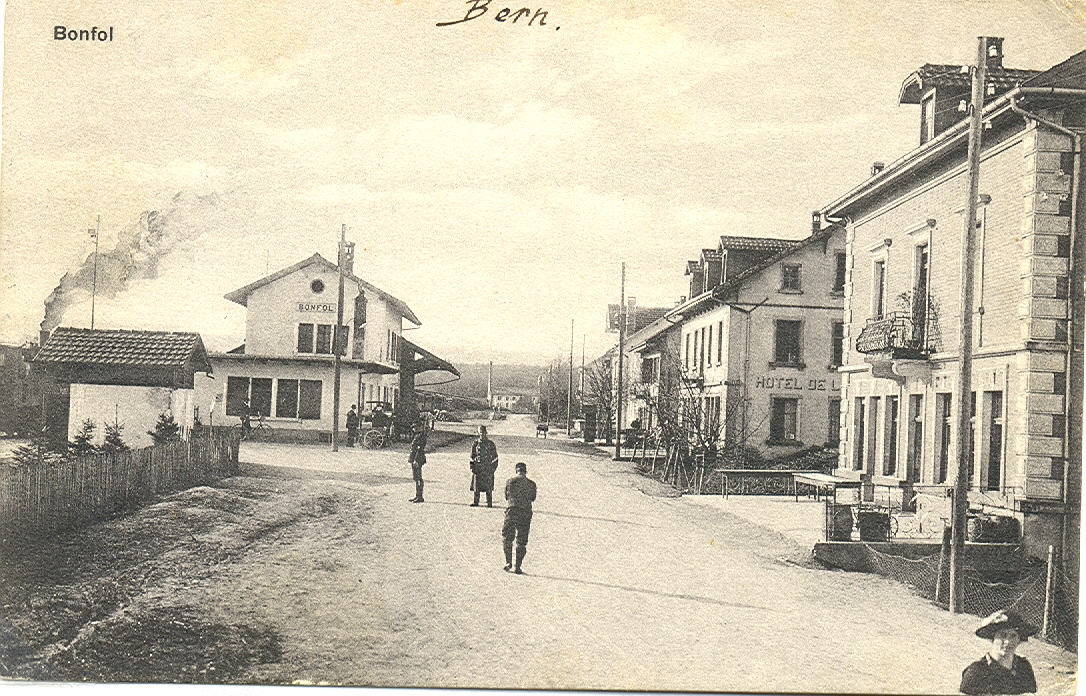
La gare vers 1910.

Depuis 1901, Bonfol est relié à Porrentruy par une ligne de chemin de fer, favorisant son essor économique dans le domaine de la céramique, de l'horlogerie et de la microtechnique (roulements à billes miniatures). La ligne fut prolongée jusqu'à Pfetterhouse et Dannemarie en 1910, se connectant ainsi à la Reichsbahn du Reich allemand dont l'Alsace faisait alors partie. Le trajet frontalier a été définitivement désaffecté en 1970.
Pendant la Première Guerre mondiale, lors de la bataille d'Alsace en août 1914, les troupes Françaises prennent Pfetterhouse situé en limite de Moos et de Bonfol. Cette limite et la ferme du Largin, située au Nord-Est du village, deviendra le point de départ méridional du kilomètre zéro, la ligne de front de l'Ouest qui s'étirait ensuite sur près de 750 km jusqu'à la Mer du Nord. Ce petit bout de territoire suisse en forme de bec de canard a même connu quelques bombardements à la suite d'erreurs de tir de l'artillerie des belligérants. Pourtant, il y eut un petit miracle lors de la nuit de Noël 1916. Sur l'initiative d'un soldat suisse bilingue, Jacques Weibel, le repas du réveillon fut pris en commun par des soldats suisses, français et allemands. Il existe plusieurs anecdotes de ce type, relatant des trêves ou des relations conviviales entre les différentes parties présentes près du Largin. Durant l'hiver 1917, les troupes allemandes ont utilisé des gaz de combat qui firent perdre connaissance à plusieurs bûcherons suisses travaillant dans les forêts de Bonfol proches du front.

Photo aérienne (1950)

Au cours de la Seconde Guerre mondiale, Bonfol accueillit de nombreux réfugiés s'exfiltrant d'Alsace. Beaucoup d'Alsaciens qui devaient se sauver de leur village passèrent ainsi par la ferme du Largin, qui était à l'époque une épicerie et un restaurant. Depuis 1942, début de la comptabilisation des franchissements de frontière côté suisse, près de 3 000 personnes transitèrent par le Largin, avant d'être conduites vers des camps d'internement à l'intérieur du pays. Lors de la contre-attaque allemande en 1944, toute la population du village alsacien de Seppois franchit la frontière au Largin et fut hébergée durant une semaine par les communes de Bonfol et de Beurnevésin avant de pouvoir rentrer chez elle en toute sécurité.
De 1961 à 1976, l’industrie pharmaceutique bâloise (industrie chimique) déposa des déchets toxiques dans une ancienne glaisière située sur la crête de séparation des eaux du Rhin et du Rhône, au mépris de toute préoccupation environnementale. La décharge industrielle de Bonfol (DIB) présenta très tôt un risque majeur de pollution. Son assainissement complet par Basler Chemische Industrie (BCI), après deux campagnes partielles (1986-1989, 1991-1996), fut le résultat des efforts du canton et de la Confédération (Ordonnance sur les sites contaminés, 1998) et de pressions multiples (Greenpeace, ministre française de l’environnement). Après de nombreux travaux préparatoires (jusqu'en 2010), l’excavation de 220'000 tonnes de déchets et leur incinération en Allemagne furent achevées en 2016. Le site fut renaturé en 2018-2019.
Le 14 mai 2023, par votation communale, les habitants acceptent, par 169 voix contre 79, de fusionner avec la commune de Beurnevésin pour former la commune de Basse-Vendline. La fusion est effective depuis le 1er janvier 2024.

## Politique

### Jumelages
Bonfol est jumelée depuis 1988 avec les communes voisines de Beurnevésin et Pfetterhouse et est parrain du village de Bozea en Roumanie.

### Politique environnementale
Une ancienne décharge industrielle (DIB), exploitée de 1961 à 1976, se trouve sur le territoire de la commune et est l'objet d'un projet d'assainissement complet évalué à plus de 350 millions de francs suisse. Cet assainissement a été exigé en janvier 2000 par le Gouvernement jurassien. L'assainissement débuté en avril 2010 a été suspendu le 7 juillet 2010 à la suite d'une explosion survenue dans la halle. La reprise des travaux a eu lieu le 18 mai 2011. En septembre 2016, la décharge industrielle a été complètement assainie.

## Population

### Surnoms
Les habitants de Bonfol sont surnommés lé Grô Bâ, soit les gros crapauds en patois ajoulot, ou plus simplement lé Bâ (les bats). Ils sont aussi surnommés les Caquelons.

### Démographie

#### Évolution de la population
La commune compte 655 habitants au 31 décembre 2023 pour une densité de population de 48 hab/km2. Sur la période 2010-2023, sa population a diminué de −3,8 % (canton : 6,4 % ; Suisse : 9,4 %).  

#### Pyramide des âges
En 2023, le taux de personnes de moins de 30 ans s'élève à 23,3 %, au-dessous de la valeur cantonale (32,1 %). Le taux de personnes de plus de 60 ans est quant à lui de 42,3 %, alors qu'il est de 29,4 % au niveau cantonal.
La même année, la commune compte 324 hommes pour 331 femmes, soit un taux de 49,5 % d'hommes, similaire à celui du canton (49,5 %).
| Hommes | Classe d’âge | Femmes |
| ------ | ------------ | ------ |
| 1,5    | 90 ans ou +  | 1,2    |
| 15,1   | 75 à 89 ans  | 16,6   |
| 25,6   | 60 à 74 ans  | 24,5   |
| 21,3   | 45 à 59 ans  | 20,8   |
| 13,3   | 30 à 44 ans  | 13,6   |
| 9,9    | 15 à 29 ans  | 12,4   |
| 13,3   | - de 14 ans  | 10,9   |

| Hommes | Classe d’âge | Femmes |
| ------ | ------------ | ------ |
| 0,7    | 90 ans ou +  | 1,8    |
| 8,6    | 75 à 89 ans  | 10,7   |
| 18,2   | 60 à 74 ans  | 18,8   |
| 20,3   | 45 à 59 ans  | 20,5   |
| 18,4   | 30 à 44 ans  | 17,8   |
| 18,1   | 15 à 29 ans  | 16,0   |
| 15,6   | - de 14 ans  | 14,4   |

## Culture et patrimoine

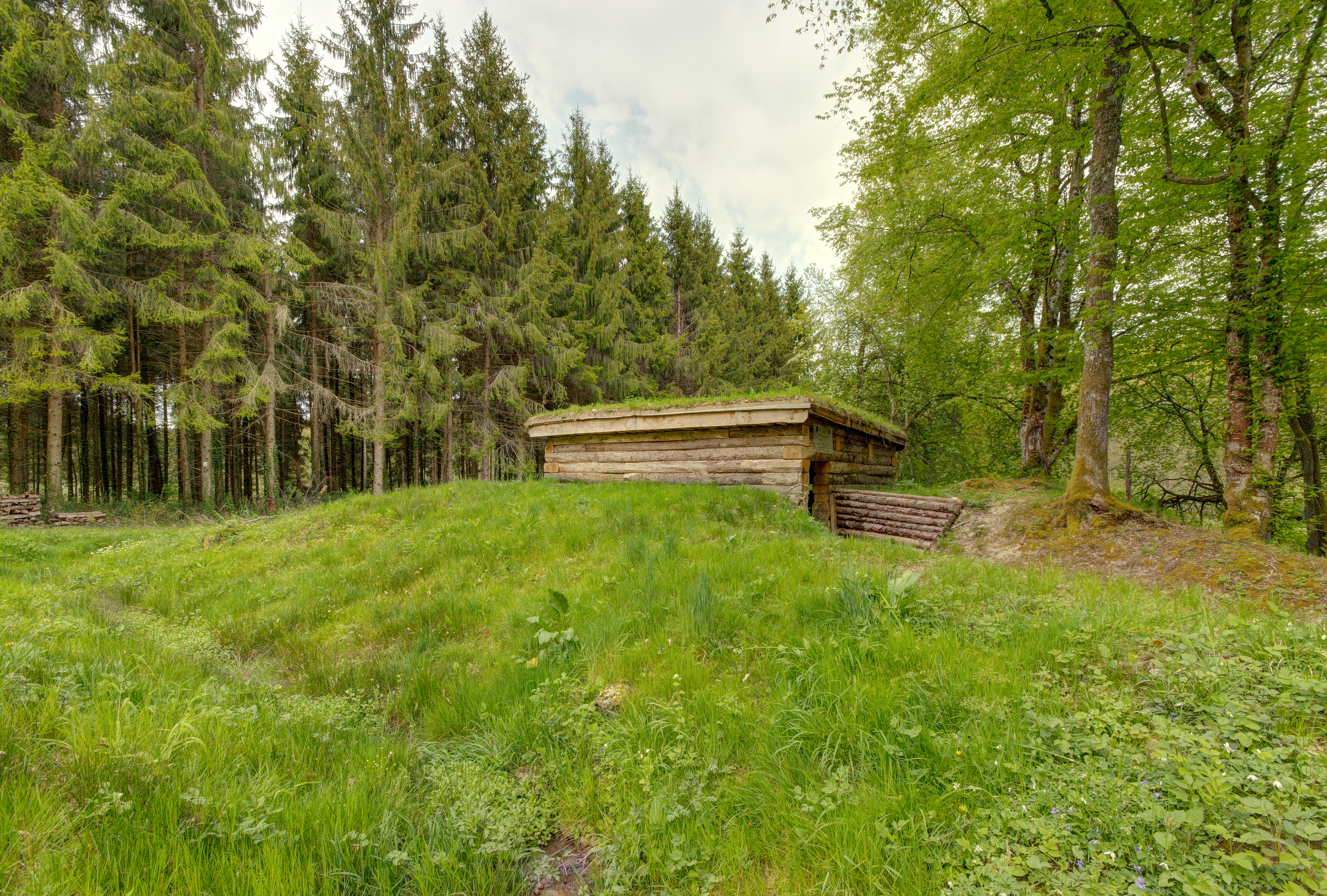
Blockhaus du Largin, à Bonfol.

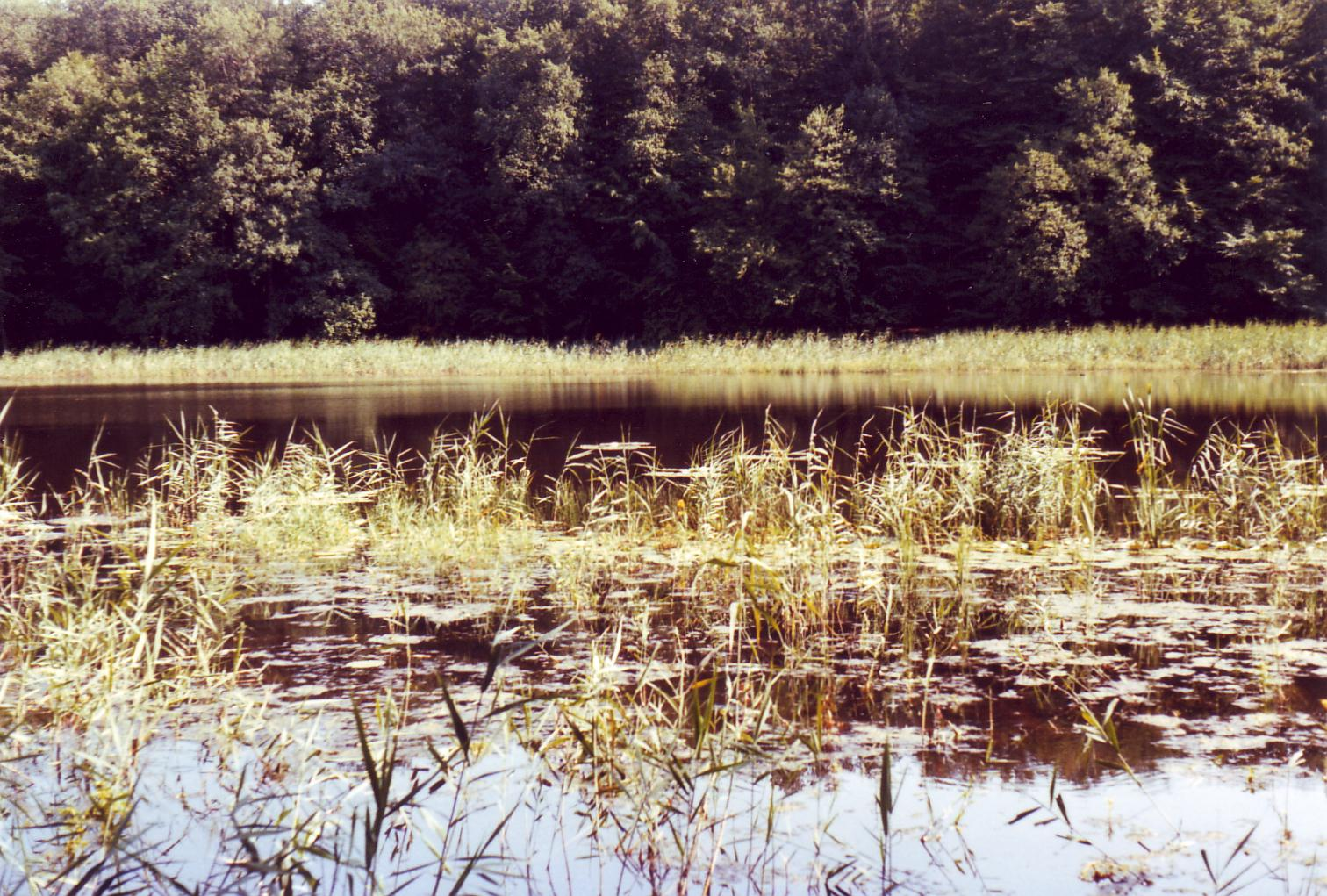
Étangs de Bonfol.

### Patrimoine naturel
Le circuit du Kilomètre zéro avec la copie exacte du blockhaus d'observation, en bois et terre, du Largin situé près de la ferme du Largin à Bonfol, à voir en lisière de la forêt. Des chemins de tourisme pédestres ont été aménagés entre les nombreux étangs, classés réserves naturelles depuis 1961 et abris de grenouilles polydactyles et dans les forêts, constituées notamment de hêtres, frênes et chênes. Piste finlandaise près de la chapelle de Saint-Fromond.

### Patrimoine bâti
Le Musée de la Poterie de Bonfol présente un panorama des activités artisanales et industrielles liées à la terre du village, appelée argile bigarrée de Bonfol, qui fut utilisée durant plusieurs siècles en céramique.
Chapelle et fontaine de Saint-Fromond. Église paroissiale de style classique XVIIIe siècle (construite en 1783/84 ; deux statues de 1510/30 et vers 1590 ; nombreux ex-voto du XVIIIe au XIXe),.
Le vendredi suivant l'Ascension est le jour du culte de saint Fromond : procession et fête villageoise.

### Personnalités
- Laurent Bourgnon (1966- ), navigateur
- Gérard Bregnard (1920-2003), peintre et sculpteur
- Adrien Chapuis (1887-1962), ingénieur et général en Argentine
- Louis Chevrolet (1878-1941), pilote et constructeur automobile
- Saint Fromond, ermite du VIIe siècle
- François Lachat (1942- ), homme politique jurassien
- Pierre Mamie (1920-2008), évêque du diocèse de Lausanne, Genève et Fribourg
- Bernard Muller (1953- ), Jacques Muller (1947- ), créateurs de la montre Swatch
- Paul Nizon (1929- ), écrivain
- Pierre-Olivier Walzer (1915-2000), éditeur et écrivain
- Gérald Chevrolet (1955-2011), dramaturge et metteur en scène